# Francisco López Cortés
Francisco López Cortés (Ciudad Ixtepec, Oaxaca, 1895-?) fue un político mexicano, miembro del entonces Partido Nacional Revolucionario (PNR) y sus sucesores: el Partido de la Revolución Mexicana (PRM) y el Partido Revolucionario Institucional (PRI). Fue senador, diputado federal y gobernador de Oaxaca de 1928 a 1932.

## Biografía
Realizó sus estudios básicos en Oaxaca y tuvo el título de licenciado en Derecho. En 1920 fue secretario general de Gobierno del entonces Distrito Sur del Territorio de Baja California.
Fue elegido por primera ocasión diputado federal en 1924, representando al Distrito 16 de Oaxaca en la XXXI Legislatura que culminó en 1926. En 1928 fue elegido gobernador de Oaxaca, ejerciendo en el periodo del 1 de diciembre de dicho año, al 30 de noviembre de 1932. Fue de forma posterior Senador por Oaxaca, elegido segunda fórmula, para las Legislaturas XXXVI y 
XXXVII de 1934 a 1940 y por segunda ocasión diputado federal de 1943 a 1945, representando al Distrito 6 de Oaxaca en la XXXIX Legislatura.